# Liphistius endau
Liphistius endau is een spinnensoort uit de familie Liphistiidae. De soort komt voor in Maleisië.